# سیارک ۲۵۸۰۱
سیارک ۲۵۸۰۱ (به انگلیسی: 25801 Oliviaschwob، نامگذاری:2000CR84)۲۵۸۰۱مین سیارک کشف شده‌است که در ۰۴ فوریه ۲۰۰۰ کشف شد.